# 4067 Mikhelʹson
A 4067 Mikhelʹson (ideiglenes jelöléssel 1966 TP) a Naprendszer kisbolygóövében található aszteroida. Nyikolaj Sztyepanovics Csernih fedezte fel 1966. október 11-én.